# Andrena labergeiella
Andrena labergeiella är en biart som beskrevs av Gusenleitner 1998. Andrena labergeiella ingår i släktet sandbin, och familjen grävbin. Inga underarter finns listade i Catalogue of Life.